# Salsola arabica
Salsola arabica är en amarantväxtart som beskrevs av Christian Gottfried Ehrenberg och Pierre Edmond Boissier. Salsola arabica ingår i släktet sodaörter, och familjen amarantväxter. Inga underarter finns listade i Catalogue of Life.